# Hubbsina turneri
Hubbsina turneri là một loài cá thuộc họ Goodeidae. Nó là loài đặc hữu của México.